# سعد
السُعد أو السُّعادى أو ريحان القصارى (بالإنكليزية: galingale أو galangal أو han، بالفرنسية:souchet odorant) جنس نبات من الفصيلة السعدية يضم حوالي 600 نوع.
ينتج النوع المعروف بالسعد اللذيذ درنة تعرف بحب العزيز.

## من أنواعهالواطنةفيالوطن العربي
1. السعد الأمرد (باللاتينية: Cyperus glaber) في بلاد الشام وتركيا والقوقاز والبلقان وإيطاليا
2. السعد البني (باللاتينية: Cyperus fuscus) في بلاد الشام ومصر والمغرب العربي والقوقاز ومعظم مناطق أوروبا
3. السعد الثعلبي (باللاتينية: Cyperus alopecuroides) في بلاد الشام ومصر والسودان وجزر الكناري
4. السّعد الرؤيسي (باللاتينية: Cyperus capitatus) في بلاد الشام ومصر والسودان والمغرب العربي وحوض المتوسط
5. السعد الطويل (باللاتينية: Cyperus longus) في بلاد الشام ومصر والسودان والمغرب العربي والقوقاز وجنوب ووسط أوروبا
6. السعد اللذيذ (باللاتينية: Cyperus esculentus) في بلاد الشام ومصر والسودان والمغرب العربي وحوض المتوسط
7. السعد المستدير (باللاتينية: Cyperus rotundus) في بلاد الشام ومصر والسودان والمغرب العربي وحوض المتوسط
8. السّعد الميشيلي (باللاتينية: Cyperus michelianus) في بلاد الشام ومصر والسودان والمغرب العربي والقوقاز ومعظم مناطق أوروبا
9. السعد الناعم (باللاتينية: Cyperus laevigatus) في بلاد الشام ومصر والسودان والمغرب العربي وجزر المتوسط
10. السعد البردي (باللاتينية: Cyperus papyrus)

## من أنواعه غير الموجودة في الوطن العربي
1. السعد البصيلي (باللاتينية: Cyperus bulbosus)
2. السعد الرباعي الأوراق (باللاتينية: Cyperus tetraphyllus)
3. السعد السويقي (باللاتينية: Cyperus pedunculatus)
4. السعد الطويل مسطح الأوراق (باللاتينية: Cyperus eragrostis)

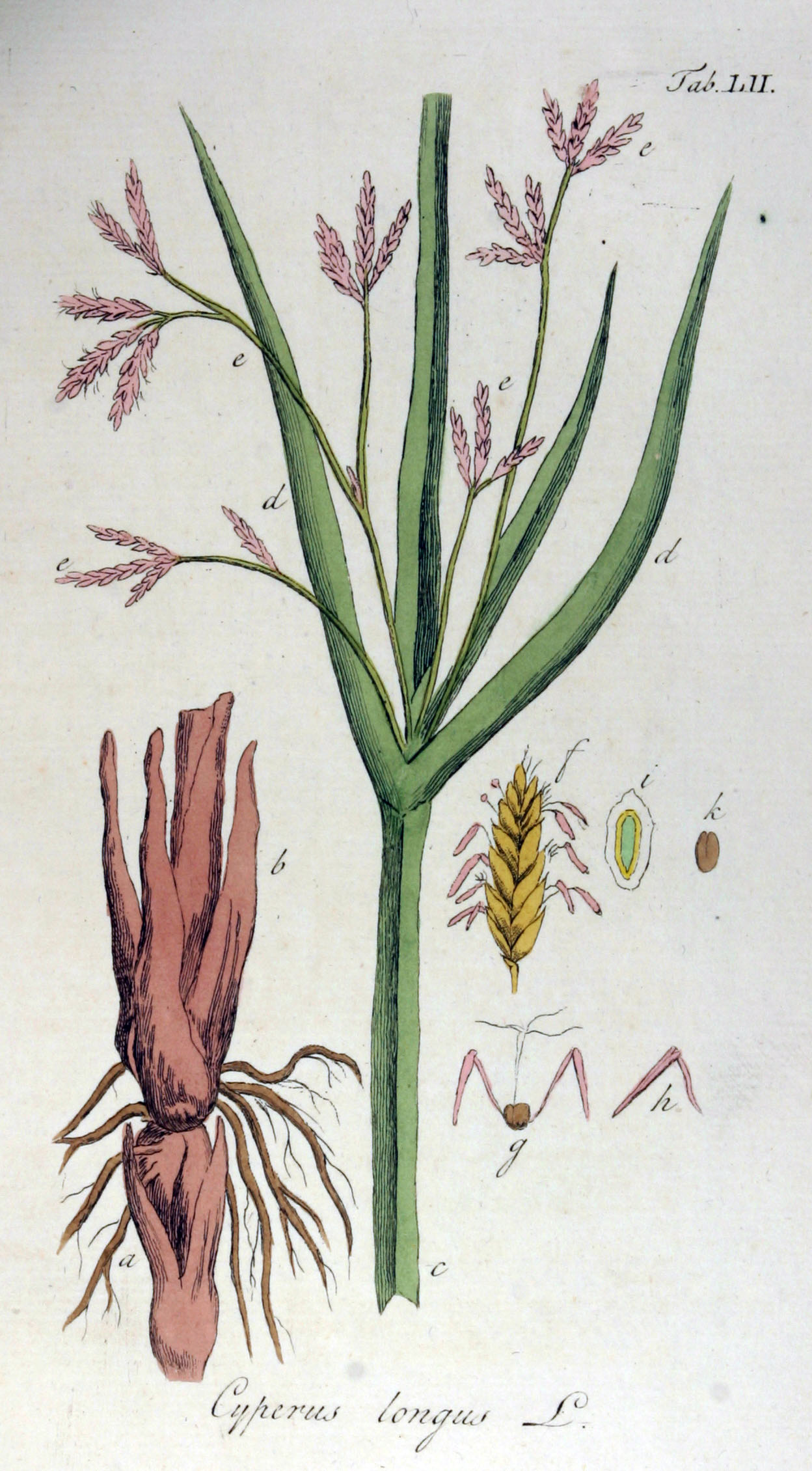
السعد الطويل

5. السعد المتنوع (باللاتينية: Cyperus difformis)
6. السعد المحترق (باللاتينية: Cyperus ustulatus)
7. السعد المرهف (باللاتينية: Cyperus gracilis)
8. سعد مستدق الطرف (باللاتينية: Cyperus acuminatus)
9. السعد المسنن (باللاتينية: Cyperus dentatus)
10. السعد المصفر (باللاتينية: Cyperus flavescens)
11. السعد المظلي (باللاتينية: Cyperus alternifolius)
12. السعد المغطى (باللاتينية: Cyperus tegetiformis)
13. سعد الناتال